# Багато святих Ньюарка
«Багато святих Ньюарка» (англ. The Many Saints of Newark) — американська кримінальна драма режисера Алана Тейлора за сценарієм Девіда Чейза і Лоуренса Коннера, пріквел серіалу «Клан Сопрано». У головних ролях: Алессандро Нівола, Джон Бернтал і Віра Фарміга.
Планувалося що в США фільм буде оприлюднено виключно шляхом кінотеатрального прокату 25 вересня 2020 року, однак, через пандемію COVID-19, американська дата виходу була перенесена спочатку на 12 березня 2021 року а згодом на 1 жовтня 2021 року, а також керівництвом студії було вирішено що на додачу до кінотеатрального прокату стрічка також буде одночасно доступна на vod-сервісі HBO Max. В Україні український кінопрокатник фільмів Warner Bros. Kinomania планував оприлюднити фільм шляхом кінотеатрального прокату 29 вересня 2021 року, однак згодом фільм без пояснення було знято з розкладу кінопрокатника..

## Сюжет
Дія фільму розгортається в Ньюарку 60-х, де спостерігається різке зростання чисельності афроамериканців, що викликає невдоволення у італійців і призводить до збройних конфліктів.

## У ролях
| Актор               | Роль                          |
| ------------------- | ----------------------------- |
| Майкл Гандольфіні   | Тоні Сопрано                  |
| Алессандро Нівола   | Дікі Молтісанті               |
| Джон Бернтал        | Джованні Сопрано              |
| Корі Столл          | Джуніор Сопрано               |
| Леслі Одом-молодший | Гарольд МакБрейер             |
| Рей Ліотта          | Молтісанті                    |
| Віра Фарміга        | Лівія Сопрано                 |
| Біллі Магнуссен     | Полі Волнатс                  |
| Джон Магаро         | Сільвіо Данте                 |
| Патіна Міллер       | Ізола                         |
| Джої Діаз           | Будда                         |
| Майкл Імперіолі     | Крістофера Молтісанті (голос) |

## Виробництво
Основні зйомки розпочалися 3 квітня 2019 року в Брукліні та переїхали до Ньюарка 7 травня. Виробництво завершено в червні 2019 року.